# Lista de personagens de O Livro de Boba Fett
O Livro de Boba Fett (The Book of Boba Fett no original) uma série de televisão de faroeste espacial americana criada por Jon Favreau e lançada para o serviço de streaming Disney+ em 29 de dezembro de 2021, apresenta uma extensa quantidade de membros do elenco e personagens. Os protagonistas da série são o personagem-título e anti-herói Boba Fett, um caçador de recompensas, senhor do crime e clone de seu pai Jango Fett; Fennec Shand, uma mercenária de elite e assassina a serviço de Fett; e Din Djarin, um solitário caçador de recompensas Mandaloriano que já trabalhou com Fett antes.
Vários personagens coadjuvantes também aparecem na série, incluindo os aliados de Fett, como 8D8, Garsa Fwip, Krrsantan, Drash e Skad. Os principais vilões da série são o Sindicato Pyke, que é um grupo de alienígenas da espécie Pyke que espalham especiarias por toda a galáxia, e o caçador de recompensas Cad Bane, um aliado dos Pyke. Os Gêmeos Hutt também aparecem como antagonistas menores. Outros personagens que aparecem na série são o prefeito Mok Shaiz, Lortha Peel, Peli Motto, Cobb Vanth, Ahsoka Tano e Luke Skywalker.

## Personagens principais

### Boba Fett

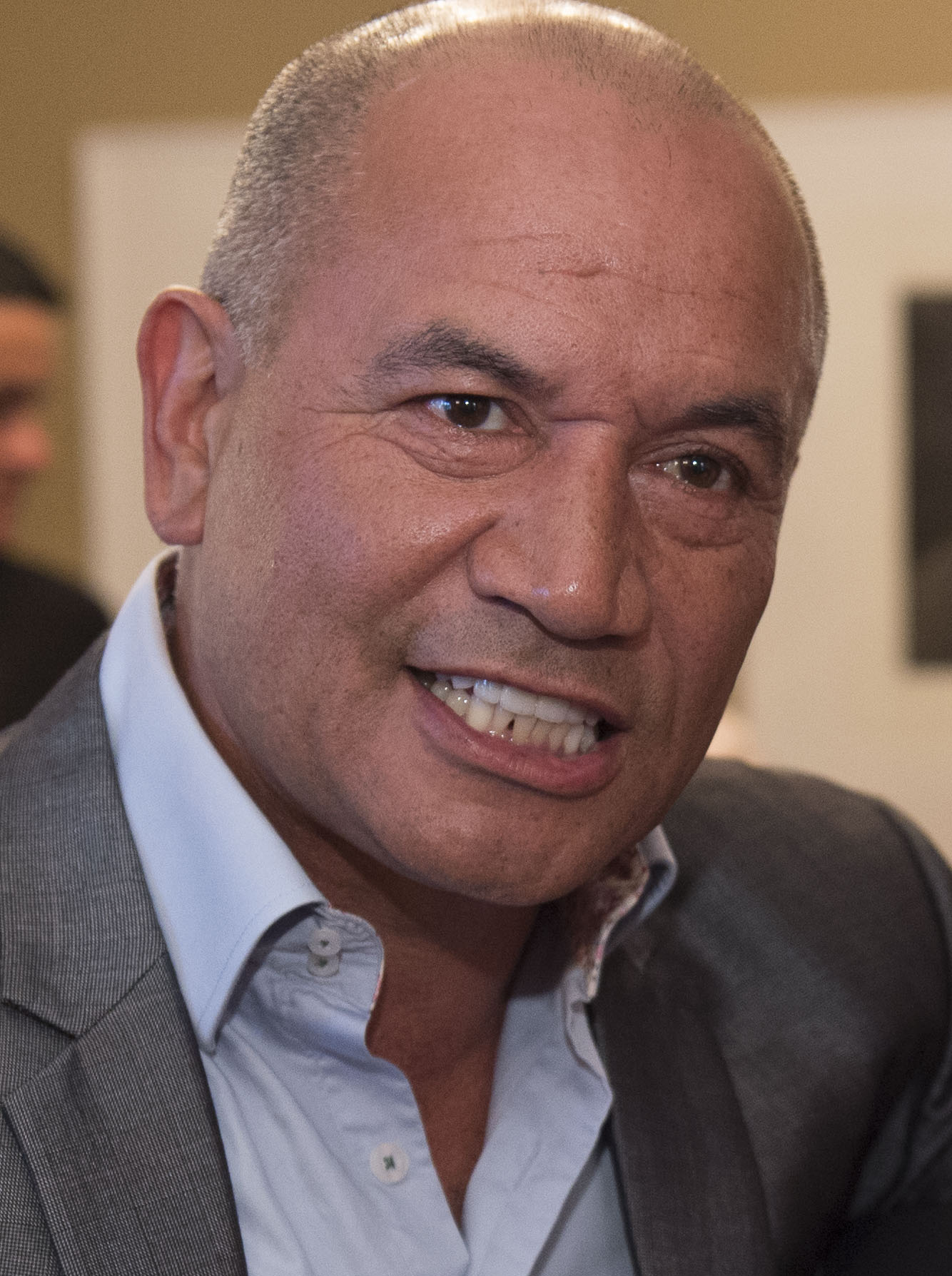
Temuera Morrison interpreta e dubla o personagem-título de "O Livro de Boba Fett".

Boba Fett é o personagem-título e anti-herói de The Book of Boba Fett. Ele é um caçador de recompensas Mandaloriano, senhor do crime e clone de seu pai Jango Fett. Na série, ele escapa por pouco do sarlacc e perde sua armadura para Jawas. Ele é então capturado por Incursores Tusken, onde aprende suas maneiras e ajuda a protegê-los. Mais tarde, Fett encontra Fennec Shand, uma assassina, meio morta e a leva para uma loja cibernética para substituir partes de seu corpo. Fett, com a ajuda de Shand, consegue sua nave, Slave I, de volta e mais tarde assume o trono do império de Jabba, o Hutt depois de matar seu sucessor Bib Fortuna. Mais tarde, em "Chapter 9: The Marshal" de The Mandalorian, Fett recupera sua armadura de um homem chamado Cobb Vanth. Fett e Shand, que decide ficar com ele, assumem o controle do império criminoso de Tatooine de Jabba, o Hutt. Fett acaba entrando em guerra com o Sindicato Pyke, porque eles estão vendendo especiarias em toda Mos Espa. Fett derrota os Pykes e mata seus aliados, restaurando Mos Espa ao que era.
Fett é interpretado por Temuera Morrison, que já interpretou Fett antes em The Mandalorian e também interpretou Jango Fett em outras mídias de Star Wars. Daniel Logan interpreta o jovem Boba Fett de imagens de arquivo de Star Wars: Episódio II – Ataque dos Clones com Finnegan Garay atuando como ator no set. JJ Dashnaw serve como dublê de Morrison. Morrison disse que acha que o destino teve a ver com ele conseguir o papel de Boba Fett, como quando conheceu Jon Favreau no set de Couples Retreat. Ao interpretar Fett, Morrison disse que tentou se concentrar no "tipo de violência fervente" e desejo de vingança de Fett, bem como em sua solidão, que foi causada por ver seu pai morrer em uma idade jovem. Em entrevista à NME, Morrison disse que tentou cortar o diálogo de seu personagem quando Favreau estava fora do set porque achava que Fett falava demais. Ele também tentou dar algumas de suas falas para Ming-Na Wen e cortou algumas de suas falas também, dizendo que queria que seus personagens permanecessem um pouco misteriosos e quietos. Morrison também adicionou na cena da cerimônia para os Incursores Tusken depois que seu acampamento foi destruído. O roteiro originalmente tinha os Tusken jogados no fogo, mas Morrison disse: "Ah, espere, temos que colocar um pouco de cerimônia nisso".
O personagem de Boba Fett na série recebeu críticas mistas, enquanto a interpretação de Fett de Morrison foi elogiada. Alguns disseram que, sem Morrison interpretando Boba Fett, a série poderia ter sido um desastre total e que ele é o único rosto que poderia ter trazido Fett de volta à vida. Rich Knight, do CinemaBlend, afirmou que costumava não gostar de Fett, mas se interessou por seu personagem, pois ele era o único na série que "parece um ser humano real". Chris Edwards, do The Guardian, disse que o Disney+ arruinou um dos "personagens mais legais e misteriosos" de Star Wars.

### Fennec Shand

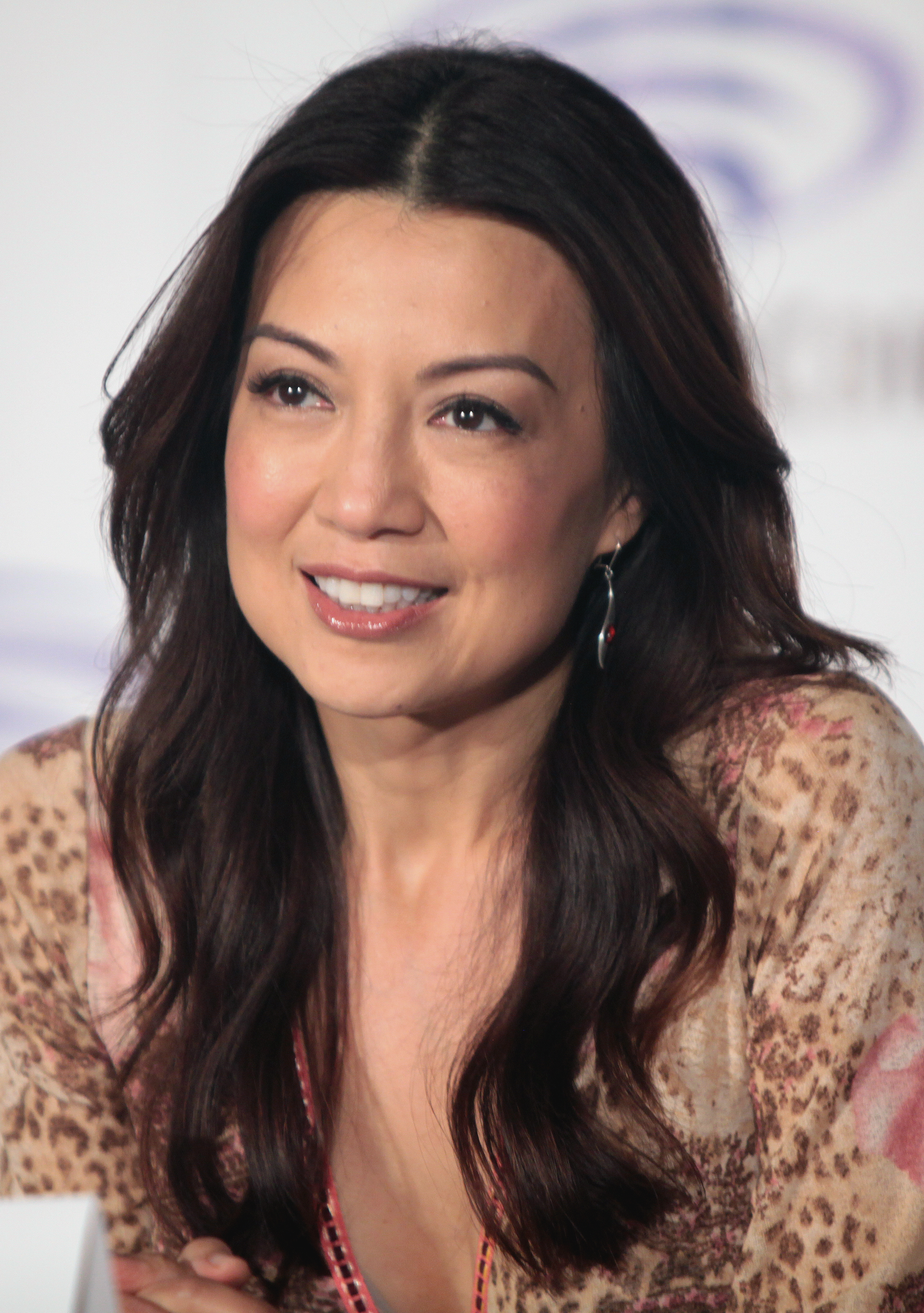
Fennec Shand, que é o primeira granda vilã asiática em "Star Wars", é dublada e retratada por Ming-Na Wen.

Fennec Shand é uma mercenária e assassina de elite. Em The Mandalorian, Shand é capturada por Din Djarin como uma recompensa e é deixada meio morta por Toro Calican, com quem Djarin estava trabalhando. Em The Book of Boba Fett, Shand é salva da morte por Boba Fett e tem partes de seu corpo substituídas por cibernética. Ela ajuda Fett a recuperar sua nave Slave I e serve como a nova parceira de Fett para ajudá-lo a assumir o controle do império de Jabba. Durante a guerra com os Pykes, Shand salva a gangue ciborgue e mata o Chefe Pyke, o prefeito Mok Shaiz e os outros senhores do crime de Mos Espa, que traem Fett.
Ming-Na Wen interpreta e dubla Fennec Shand em The Mandalorian e em The Book of Boba Fett com Ming Qiu como sua dublê. Fennec Shand é a primeira grande personagem vilão/anti-herói de Star Wars interpretado por uma atriz asiática. Wen afirmou que era seu "papel dos sonhos de uma vida" interpretar Fennec. Wen também disse que, por ser fã de Star Wars desde a infância, sente que está se preparando para o papel de Fennec por toda a vida. Ela também disse que há muito sobre Fennec com o qual ela se sentia familiarizada, "como uma mulher que precisa lutar e fazer um nome para si mesma, e se esforçar para vencer as probabilidades". O figurino de Shand, feito por Joseph Porro, foi baseado na raposa feneco. Wen disse que era uma "roupa incrível pela qual me apaixonei imediatamente".
Fennec Shand recebeu críticas positivas. Emily Hannemann do TV Insider afirmou que ela é simplesmente "legal" dizendo: "Nem todo personagem pode roubar uma cena sentando e bebendo spotchka, mas nem todo personagem é Fennec Shand." Anthony Breznican da Vanity Fair disse que a personagem contribuiu para a tendência de personagens mais diversos em Star Wars. Afirmando que a Fennec Shand de Ming-Na Wen, como Din Djarin e Grogu, deixou uma marca na franquia Star Wars, Erik Swann, do CinemaBlend, elogiou Fennec Shand.

### Din Djarin

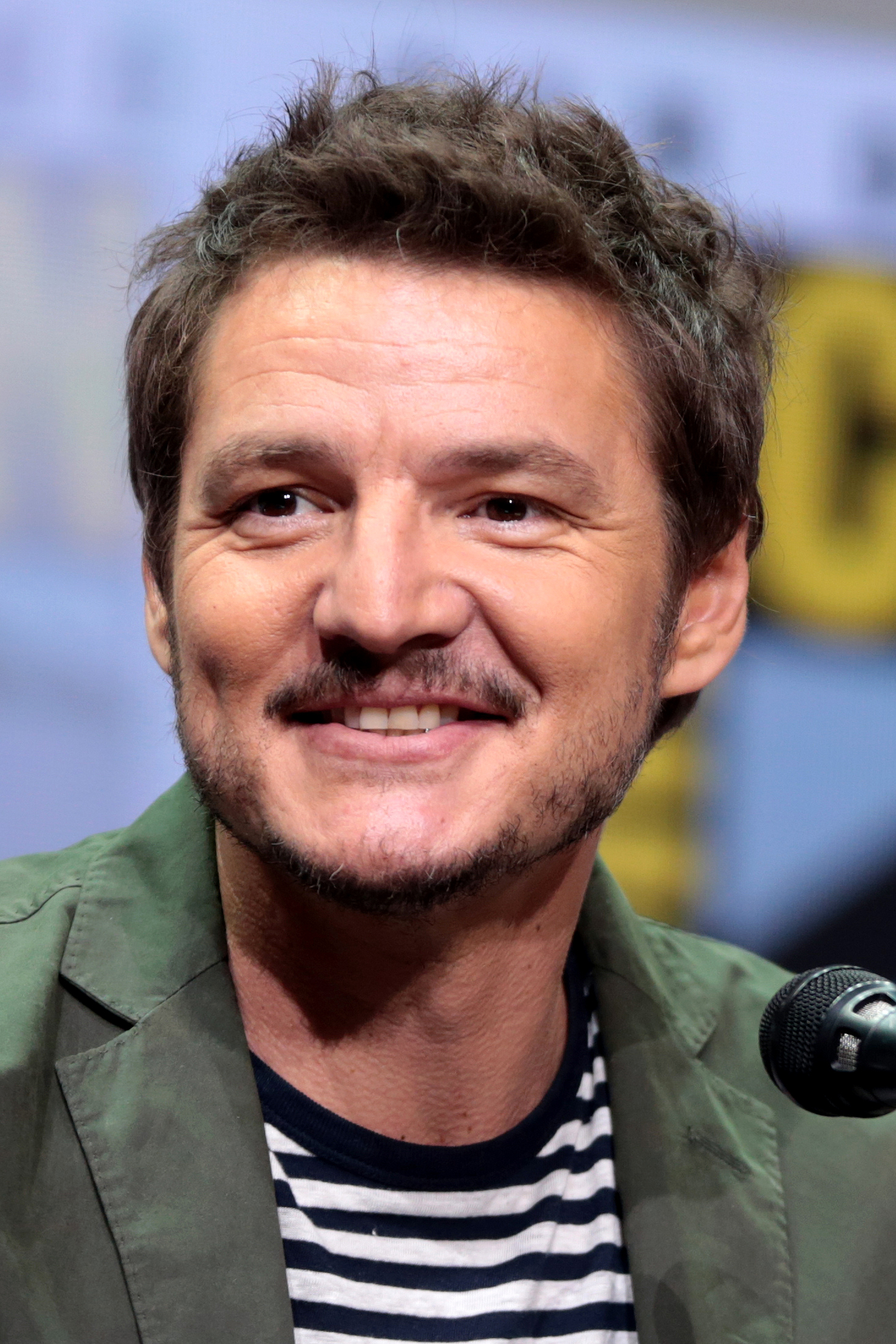
Pedro Pascal interpreta Din Djarin.

O Mandaloriano, às vezes abreviado como Mando, é um apelido para Din Djarin, o protagonista da série de televisão The Mandalorian. Introduzido como um caçador de recompensas, ele é um membro da cultura Mandaloriana, como evidenciado por sua armadura beskar e seu capacete distinto, que ele nunca remove na frente de ninguém. Ele era um "enjeitado" que foi resgatado ainda jovem pelos Mandalorianos e adotado em sua cultura antes dos eventos da série, depois que seus pais foram assassinados por droides de batalha Separatistas durante as Guerras Clônicas, que resultou em seu ódio intenso por droides. Na série de televisão, o Mandaloriano encontra um jovem alienígena conhecido como "A Criança", a quem ele tenta proteger de um remanescente do agora caído Império Galáctico.
O Mandaloriano é interpretado e dublado por Pedro Pascal, e os dublês Brendan Wayne e Lateef Crowder atuam como dublês quando Pascal não está disponível. Pascal citou Clint Eastwood como uma influência no personagem, e muitas comparações foram feitas entre o Mandaloriano e o Homem Sem Nome de Eastwood. O criador de The Mandalorian, Jon Favreau, sugeriu que Pascal assistisse aos filmes de samurai de Akira Kurosawa e Spaghetti Westerns de Eastwood como preparação para o papel. O personagem Mandaloriano e a atuação de Pascal foram bem recebidos pelo público e pela crítica.